# Pieni Korkiasaari
Pieni Korkiasaari är en ö i Finland. Den ligger i sjön Saimen och i kommunen Puumala i den ekonomiska regionen  S:t Michel och landskapet Södra Savolax, i den södra delen av landet, 220 km nordost om huvudstaden Helsingfors. Öns area är 3,2 hektar och dess största längd är 320 meter i öst-västlig riktning.